# Nirmatrelvir

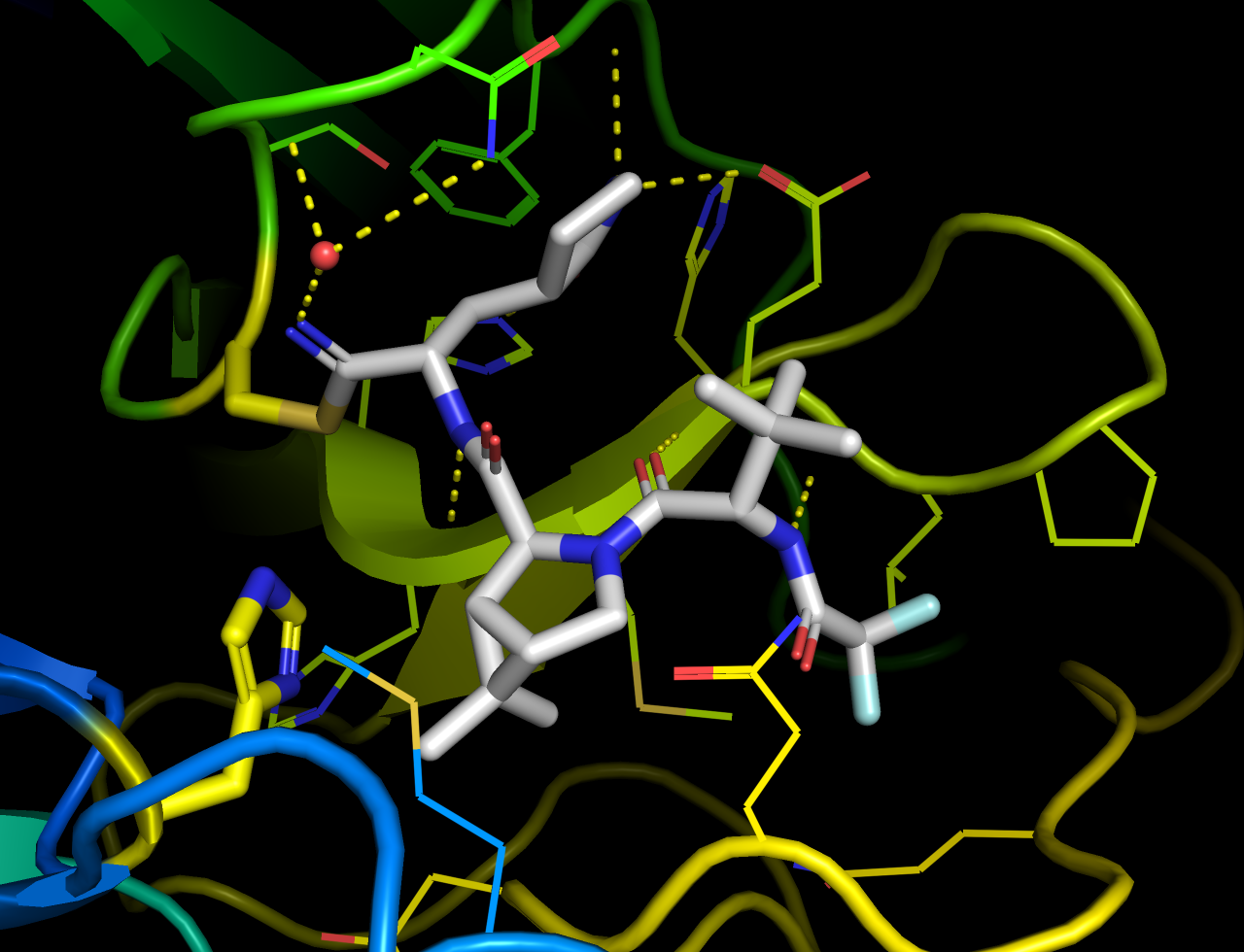
Structura cristalină cu raze X (PDB:7SI9 și 7VH8) a inhibitorului de protează SARS-CoV-2 nirmatrelvir legat de enzima protează virală 3CLpro (Mpro). Diagrama panglică a proteinei cu medicamentul prezentat sub formă de bețișoare. Reziduurile catalitice (His41, Cys145) sunt prezentate ca bețișoare galbene.

Nirmatrelvir este un medicament antiviral dezvoltat de Pfizer care acționează ca un inhibitor de protează 3CL activ pe cale orală. Combinația de nirmatrelvir cu ritonavir este în studii de fază III pentru tratamentul COVID-19. Combinația este de așteptat să fie comercializată sub denumirea comercială Paxlovid.

## Dezvoltare

### Farmaceutic
Proteazele coronavirale scindează mai multe situsuri din poliproteina virală, de obicei după reziduuri de glutamină. Primele cercetări privind rinovirusurile umane înrudite au arătat că lanțul lateral flexibil al glutaminei ar putea fi înlocuit cu o pirolidonă rigidă.   Aceste medicamente au fost dezvoltate înainte de pandemia SARS CoV2 pentru alte boli, inclusiv SARS .  Utilitatea țintirii proteazei 3CL în practică a fost demonstrată pentru prima dată în 2018, când GC376 (un promedicament al GC373) a fost folosit pentru a trata peritonita infecțioasă felină cauzată de coronavirusul felin, până atunci 100% letală, 
Medicamentul Pfizer este un analog al GC373 unde acceptorul de cisteină covalent aldehidă a fost înlocuit cu un nitril .  
Nirmatrelvir a fost dezvoltat prin modificarea unui candidat anterior, lufotrelvir, care este de asemenea un inhibitor covalent dar care folosește un fosfat al unei hidroxicetone. Lufotrelvir trebuie însă administrat intravenos, permițînd utilizarea doar în cadru spitalicesc. Modificarea treptată a proteinei tripeptidice mimetice a condus la nirmatrelvir, care poate fi administrat oral .  Schimbările cheie includ o reducere a numărului de donatori de legături de hidrogen și a numărului de legături rotative prin introducerea aminoacidului biciclic non-canonic rigid, care imită reziduul de leucină găsit în inhibitorii anteriori. Acest reziduu a fost utilizat anterior în sinteza boceprevirului .  Terț-leucina utilizată în nirmatrelvir a fost identificată ca fiind optimală utilizând chimia combinatorie .  

### Clinic
În aprilie 2021 Pfizer a început studiile de fază I.  În septembrie 2021, Pfizer a început un studiu de fază II/III .  În noiembrie 2021, Pfizer a anunțat o reducere cu 89% a spitalizărilor pacienților cu risc ridicat studiați atunci când au fost administrate în termen de trei zile de la debutul simptomelor.
Pe 14 decembrie 2021 Pfizer a anunțat că combinația de nirmatrelvir cu ritonavir, atunci când este administrată în decurs de trei zile de la debutul simptomelor, a redus riscul de spitalizare sau deces cu 89% în comparație cu placebo la 2.246 de participanți cu risc ridicat studiați.

## Chimie și farmacologie
Detaliile complete despre sinteza nirmatrelvirului au fost publicate pentru prima dată de cercetătorii Pfizer.
În penultima etapă, un aminoacid homochiral sintetic este cuplat cu o aminoamidă homochirală folosind carbodiimida EDCI solubilă în apă ca agent de cuplare. Intermediarul rezultat este apoi tratat cu reactiv Burgess, care deshidratează gruparea amidă la nitrilul produsului. 
Nirmatrelvir este un inhibitor covalent, legându-se direct la reziduul cisteinei catalitice (Cys145) al enzimei cistein proteaza. 
În combinația de medicamente ritonavirul servește la încetinirea metabolismului nirmatrelvirului de către enzimele citocromului pentru a menține concentrații circulante mai mari ale medicamentului principal. 

## Societate și cultură
Marea Britanie a plasat o comandă pentru 250.000 de cursuri după comunicatul de presă al Pfizer din octombrie 2021   iar Australia a precomandat 500.000 de cursuri. 

### Statut juridic
În noiembrie 2021, Pfizer a semnat un acord de licență cu Medicines Patent Pool⁠(d) pentru a permite nirmatrelvir să fie fabricate și vândute în 95 de țări. Pfizer a declarat că acordul va permite producătorilor locali de medicamente să producă pilula „cu scopul de a facilita un acces mai mare la populația globală”. Acordul exclude însă mai multe țări cu focare majore de COVID-19, inclusiv Brazilia, China, Rusia, Argentina și Thailanda.  
La 16 noiembrie 2021, Pfizer a solictat Administrației SUA pentru Alimente și Medicamente (FDA) autorizarea de utilizare de urgență pentru nirmatrelvir în combinație cu ritonavir. 

### Comparație înșelătoare cu ivermectina
Combinația de nirmatrelvir cu ritonavir este uneori fals prezentată drept o versiune „reambalată” a medicamentului antiparazitar ivermectin, care a fost promovată în mod suspect drept tratament pentru COVID-19. Astfel de afirmații, folosind uneori porecla „Pfizermectin”, se bazează pe asemănări superficiale între farmacocinetica ambelor medicamente și afirmația că Pfizer ascunde beneficiile ivermectinei.  Ambele medicamente sunt inhibitori 3C-ca proteaza dar sunt structural diferite iar nirmatrelvir este mai puternic cu un IC50 in jur de 10.000 de ori mai mic, permițând dozarea orală eficientă în cadrul marjei terapeutice. 